# فهرست استانداران همدان
این فهرست اسامی استانداران استان همدان، (از سال تشکیل استان در سال ۱۳۵۲ تاکنون) می‌باشد.
با تصویب هیئت وزیران در ۲۳ اردیبهشت ۱۳۴۰، شهرستان‌های همدان، ملایر و تویسرکان از استان کرمانشاه جدا شده و فرمانداری کل همدان به مرکزیت شهر همدان تأسیس شد.

## فرمانداران کل
- محمدرضا قوام از ؟ تا ۱ خرداد ۱۳۴۶
- حسنعلی اعتضادی از ۱ خرداد ۱۳۴۶[۲] تا ؟
- ایرج برهمن از ۲۵ آذر ۱۳۵۰[۳] تا ؟

## استانداران
| نام                          | شروع             | پایان            | مدت                     | دوره                |
| ---------------------------- | ---------------- | ---------------- | ----------------------- | ------------------- |
| حکومت پهلوی                  |                  |                  |                         |                     |
| امیرحسین امیرپرویز           | ۹ خرداد ۱۳۵۳     | ۱۷ آذر ۱۳۵۴      |                         | امیرعباس هویدا      |
| قدرت‌الله خدایاری             | ۱۷ آذر ۱۳۵۴      |                  |                         | امیرعباس هویدا      |
|                              |                  |                  |                         |                     |
|                              |                  |                  |                         |                     |
| جمهوری اسلامی ایران          |                  |                  |                         |                     |
| رضا تمدن                     | ۱۸ فروردین ۱۳۵۸  | ۲۸ مرداد ۱۳۵۸    | ۴ ماه                   | دولت موقت           |
| عباس حائری                   | ۳۰ مرداد ۱۳۵۸    | ۲۸ مرداد ۱۳۵۹    | ۱ سال                   | شورای انقلاب        |
| محمدعلی کی‌نژاد               | ۲۸ مرداد ۱۳۵۹    | ۲۱ اردیبهشت ۱۳۶۱ | ۱ سال و ۹ ماه           | سید ابوالحسن بنی‌صدر |
| محمدصالح مدرسه‌ای             | ۲۱ اردیبهشت ۱۳۶۱ | ۱۰ اسفند ۱۳۶۵    | ۴ سال و ۱۰ ماه          | سید علی خامنه‌ای     |
| علی دانش منفرد               | ۱۰ اسفند ۱۳۶۵    | ۲ آذر ۱۳۶۷       | ۱ سال و ۹ ماه           | سید علی خامنه‌ای     |
| محمدرضا سپهری                | ۲ آذر ۱۳۶۷       | ۱۷ آبان ۱۳۶۸     | ۱۱ ماه                  | سید علی خامنه‌ای     |
| سید محمد جهرمی               | ۱۷ آبان ۱۳۶۸     | ۲۳ خرداد ۱۳۷۱    | ۲ سال و ۷ ماه           | اکبر هاشمی رفسنجانی |
| احمد خرم                     | ۲۳ خرداد ۱۳۷۱    | ۱۶ مهر ۱۳۷۶      | ۵ سال و ۵ ماه           | اکبر هاشمی رفسنجانی |
| علی جابریان همدانی           | ۱۶ مهر ۱۳۷۶      | ۲۹ آبان ۱۳۸۰     | ۴ سال                   | سید محمد خاتمی      |
| علی‌اصغر زبردست               | ۲۳ آبان ۱۳۸۰     | ۱۲ مرداد ۱۳۸۴    | ۴ سال                   | سید محمد خاتمی      |
| سرتیپ پاسدار بهروز مرادی     | ۱۲ مرداد ۱۳۸۴    | ۱۸ بهمن ۱۳۸۸     | ۴ سال                   | محمود احمدی‌نژاد     |
| کرم‌رضا پیریایی               | ۴ اسفند ۱۳۸۸     | تیر ۱۳۹۱         | ۲ سال و ۴ ماه           | محمود احمدی‌نژاد     |
| علی‌اکبر فامیل کریمی (سرپرست) | تیر ۱۳۹۱         | ۱۸ مرداد ۱۳۹۱    | ۱ ماه                   | محمود احمدی‌نژاد     |
| سرهنگ پاسدار علی‌محمد آزاد    | ۱۸ مرداد ۱۳۹۱    | ۱۲ مرداد ۱۳۹۲    | ۱ سال                   | محمود احمدی‌نژاد     |
| محمدناصر نیکبخت              | ۸ آبان ۱۳۹۲      | ۲۳ آبان ۱۳۹۷     | ۵ سال                   | حسن روحانی          |
| سید سعید شاهرخی              | ۲۳ آبان ۱۳۹۷     | ۲۸ مهر ۱۴۰۰      | ۳ سال                   | حسن روحانی          |
| علیرضا قاسمی فرزاد           | ۲۸ مهر ۱۴۰۰      | ۸ مهر ۱۴۰۳       | ۲ سال و ۱۱ ماه و ۱۰ روز | سید ابراهیم رئیسی   |
| حمید ملانوری شمسی            | ۸ مهر ۱۴۰۳       | در حال تصدی      |                         | مسعود پزشکیان       |